# Griot (aliment)
Pour les articles homonymes, voir Griot.
Le griot (créole haïtien : griyo) est un plat de la cuisine haïtienne. Il consiste en une épaule de porc marinée dans des agrumes, braisée puis frite. Il est couramment servi lors de fêtes. Le griot, avec le diri ak pwa wouj (haricots rouges et riz), est considéré par certains comme le « plat national » d'Haïti,.

## Étymologie
Griot peut aussi s'écrire griyo, ou grillots.

## Préparation
Le griot est généralement préparé à partir d'une épaule de porc. La viande est d'abord lavée dans un mélange de jus d'agrumes puis rincée. La viande doit toujours être lavée ; on utilise des oranges ou des citrons verts acides à la place de l'eau car l'eau potable est souvent difficile d'accès. Après avoir été lavée, la viande est marinée dans de l'epis, qui est un mélange d'herbes, de légumes et d'épices haïtiennes. Ensuite, la viande est soit braisée, soit rôtie jusqu'à ce qu'elle soit tendre. Le liquide de cuisson produit est utilisé dans la préparation d'une sauce d'accompagnement, appelée sòs ti-malis. Enfin, la viande est frite jusqu'à ce qu'elle soit dorée et croustillante. Le griot est presque toujours servi avec du pikliz ainsi que du riz ou du bannann peze.